# ベルリン陥落 1945 (書籍)
『ベルリン陥落 1945』（ベルリンかんらく 1945、Berlin: The Downfall 1945）は、第二次世界大戦におけるベルリンの戦いを描いた英国人歴史作家のアントニー・ビーヴァーによる歴史物語である。2002年にヴァイキング・プレス、翌2003年にペンギン・ブックスから出版された。ビーヴァーは本書と1998年発表の『スターリングラード 運命の攻囲戦1942-1943』であわせて300万部近くを売り上げている。

## 内容
本書は1945年のベルリンの戦いでの出来事を再訪し、赤軍がいかにして国防軍を破り、ヒトラーの第三帝国を終わらせ、欧州戦線も終結させたかを叙述している。本書にはビーヴァーのこのテーマに関する研究を扱ったBBCのタイムウォッチ番組が付随していた。
なお紛らわしいことに、日本名タイトルで『ベルリン陥落 1945』という映画があるが、これは日本では『ベルリン終戦日記―ある女性の記録』との書名で訳本が刊行された書籍原作の映画化である。全く異なる内容であるが、アントニー・ビーヴァーは2004年のこの本の英国での再出版時に序文を寄せ、日本版にも収録されている。

## 受賞
ビーヴァーは2003年にロングマン＝ヒストリー・トゥデイ賞の評議員賞を受賞した。

## 論争
本書は主にロシアにおいて、赤軍がドイツ市民に対して行った残虐行為に関する記述を中心に批判を浴びた。特に、戦前と戦後にドイツ人女性とソ連の女性の強制労働者への強姦が広く行われていたことが記されている。在英ロシア大使のグリゴリー・カラーシンは、本書が「嘘」であり、「ナチズムから世界を救った人々に対する中傷」であると非難した。
ロシア第二次世界大戦歴史家協会の会長であるオルグ・レジェシェフスキー教授は、ビーヴァーはソ連軍を人間以下の「アジアチックな大群」として描いたネオナチの歴史家の信頼を失った人種差別的な見解を復活させただけであると述べた。レジェシェフスキーは、ビーヴァーによる本書での「ベルリン市民はおぼえている」、「ドイツ人女性のレイプ経験」といった表現は、「科学的研究というより、パルプ・フィクションだ」と評している。さらに彼は、ドイツ人はソ連での行動の後の「復讐の嵐」を予測できたはずだが、「それは起こらなかった」と述べた。
この反応に対してビーヴァーは、第1ウクライナ戦線の政治将校であるツィガンコフ将軍の報告書の抜粋を資料として用いたと述べてる。彼は、「この問題に関する証拠の大部分は、ソ連の資料、特にGARF（ロシア連邦国家文書館）にあるNKVDの報告書と、信頼できる幅広い個人の証言得られた」と述べている。ビーヴァーはまた、ロシアの歴史家が「1945年の『解放者』としての赤軍の英雄神話とは相反する自国の文書館に資料に対し、より客観的なアプローチをとる」ことを望むと述べた。
エクセター大学の歴史家のリチャード・オーヴェリーは、本書に対するロシアの反応を批判し、ビーヴァーを擁護している。オーヴァリーはロシア人がソ連の戦争犯罪を認めようとしなかったことを非難し、「その理由の一つは、彼らが、より悪質なことをした敵に対する正当な復讐であると感じたからであり、また、彼らが勝利者の歴史を書いているからでもある」と述べた

## 日本語版
- アントニー・ビーヴァー 著、川上洸 訳『ベルリン陥落 1945』白水社、2004年7月1日。ISBN 978-4560026007。
- アントニー・ビーヴァー 著、川上洸 訳『ベルリン陥落 1945 (新装版)』白水社、2017年8月19日。ISBN 978-4560095720。